# بوبي فالنتاين
بوبي فالنتاين (بالإنجليزية: Bobby Valentine)‏ هو لاعب كرة قاعدة أمريكي، ولد في 13 مايو 1950 في ستامفورد في الولايات المتحدة.

## وصلات خارجية
- الموقع الرسمي
- بوبي فالنتاين على موقع دوري كرة القاعدة الرئيسي (الإنجليزية)
- بوبي فالنتاين على موقعبيزبول رفرنس.كوم (الدوري الرئيسي) (الإنجليزية)
- بوبي فالنتاين على موقعبيزبول رفرنس.كوم (الدوري الثانوي) (الإنجليزية)
- بوبي فالنتاين على موقع إي إس بي إن.كوم (أم.أل.بي) (الإنجليزية)
- بوبي فالنتاين على موقع مشجعي الرسوم البيانية (الإنجليزية)
- بوبي فالنتاين على موقع ميوزك برينز (الإنجليزية)
- بوبي فالنتاين على موقع إن إن دي بي (الإنجليزية)